# Хуан Бораз
Хуан Бораз (шп. Juan Borraz; Малага, 15. август 1946)  бивши шпански атлетичар колји се такмичио у трчању на средње стазе:  800 и 1.500 метара.
Први пут се појавио  у Београду на Европским играма у дворани 1969. у трци на 800 метара, али је елиминисан у квалификацијама. Сребрну медаљу на овој дистанци освојио је на 1. Европском првенству у дворани одржаном у Бечу 1970. године, иза Јевгенија Аржанова из Совјетског Савеза а испред Јоже Међимуреца из Југославије.
Касније се три пута такмичио на Европским дворанским првенствима, увек у трци на 1.500 метара. У Греноблу 1972. заузео је 4. место,  резултатом 3:47,16 м  а 1971. у Софији   и 1973. у Ротердаму  елиминисан је у квалификацијама.
Био је шпански првак у трци на 800 метара  на отвореном 1970. године , а у дворани у истој дисциплини  четвороструки првак 1969—1971. и 1974.

## Лични рекорди
у дворани
- 800 м  — 1:51,8 Беч 14. март 1970.
- 1.500 м — 3:47,16 Гренобл  12. март 1972.